# Copa México 1956-1957
La Copa México 1956-1957 è stata la quarantunesima edizione del secondo torneo calcistico messicano e la quattordicesima nell'era professionistica del calcio messicano. È cominciata il 3 marzo e si è conclusa il 28 aprile 1957. La vittoria finale è stata del CD Zacatepec.

## Formula
Le 16 squadre partecipanti si affrontano in turni ad eliminazione (con gare di andata e ritorno i primi tre turni, in gara unica la finale).

## Ottavi di Finale
| Squadra 1         | Totale | Squadra 2               | Andata      | Ritorno      |
| ----------------- | ------ | ----------------------- | ----------- | ------------ |
|                   |        |                         | 3 mar. 1957 | 14 mar. 1957 |
| América           | 5 - 3  | Cuautla                 | 5 - 2       | 0 - 1        |
| Atlas             | 3 - 6  | Oro                     | 3 - 3       | 0 - 3        |
| León              | 5 - 2  | Guadalajara             | 1 - 0       | 4 - 2        |
| Monterrey         | 3 - 5  | Tampico                 | 3 - 2       | 0 - 3        |
| Deportivo Morelia | 2 - 1  | Atlante                 | 2 - 0       | 0 - 1        |
| Toluca            | 4 - 0  | Irapuato                | 3 - 0       | 1 - 0        |
| CD Zacatepec      | 4 - 2  | Necaxa                  | 3 - 1       | 1 - 1        |
| Zamora            | 5 - 3  | Nacional de Guadalajara | 3 - 1       | 2 - 2        |

## Quarti di Finale
| Squadra 1    | Totale | Squadra 2         | Andata       | Ritorno      |
| ------------ | ------ | ----------------- | ------------ | ------------ |
|              |        |                   | 17 mar. 1957 | 24 mar. 1957 |
| América      | 3 - 1  | Toluca            | 3 - 0        | 0 - 1        |
| Oro          | 2 - 5  | León              | 2 - 0        | 0 - 5        |
| CD Zacatepec | 2 - 1  | Deportivo Morelia | 2 - 0        | 0 - 1        |
| Zamora       | 1 - 2  | Tampico           | 0 - 0        | 1 - 2        |

## Semifinali
| Squadra 1 | Totale | Squadra 2    | Andata       | Ritorno      |
| --------- | ------ | ------------ | ------------ | ------------ |
|           |        |              | 13 mag. 1956 | 20 mag. 1956 |
| América   | 1 - 3  | CD Zacatepec | 1 - 2        | 0 - 1        |
| León      | 5 - 2  | Tampico      | 5 - 0        | 0 - 2        |

## Finale
| Città del Messico 28 aprile 1957, ore 15:00 | CD Zacatepec | 2 – 1 | León | Estadio de la Ciudad de los Deportes |

### Verdetto Finale
Il  CD Zacatepec vince la copa México 1956-1957.

## Coppa "Campeón de Campeones" 1956
- Partecipano le squadre vincitrici del campionato messicano: Guadalajara e della coppa del Messico: CD Zacatepec. Il Guadalajara si aggiudica il titolo.

## Finale
| Città del Messico 5 maggio 1957, ore 15:00 | Guadalajara | 2 – 1 | CD Zacatepec | Estadio de la Ciudad de los Deportes |
| \| \| \| \| \| 19’ Crescencio Gutiérrez 74’ Salvador Reyes \| Marcatori \| Cabañas 89’ \| \| Jaime Gómez Pedro Nuño Guillermo Sepúlveda José Villegas Juan Jasso Francisco Flores Cordoba Isidoro Díaz Salvador Reyes Crescencio Gutiérrez Sabás Ponce Raúl Vasquez Arellano \| Formazioni \| Nelson Festa José Vela “Chato” Ortiz José Antonio Roca Héctor Ortiz Raúl Cárdenas Martínez Agustín Díaz Cabañas Antonio Jasso Ernesto Candia \| \| Donald Ross \| Allenatori \| Ignacio Trélles \| |             | |              |                                      |
| |             | |              |                                      |
| 19’ Crescencio Gutiérrez 74’ Salvador Reyes | Marcatori   | Cabañas 89’ |              |                                      |
| Jaime Gómez Pedro Nuño Guillermo Sepúlveda José Villegas Juan Jasso Francisco Flores Cordoba Isidoro Díaz Salvador Reyes Crescencio Gutiérrez Sabás Ponce Raúl Vasquez Arellano | Formazioni  | Nelson Festa José Vela “Chato” Ortiz José Antonio Roca Héctor Ortiz Raúl Cárdenas Martínez Agustín Díaz Cabañas Antonio Jasso Ernesto Candia |              |                                      |
| Donald Ross | Allenatori  | Ignacio Trélles |              |                                      |